# Windows 11
Windows 11 is een reeks besturingssystemen voor personal computers ontwikkeld en uitgebracht door Microsoft Corporation. Het werd officieel gelanceerd op 5 oktober 2021 en fungeert als de opvolger van Windows 10.
Windows 11 is ontworpen om een naadloze en intuïtieve gebruikerservaring te bieden op verschillende apparaten, waaronder pc's, tablets en hybride 2-in-1-pc's. Het besturingssysteem introduceerde een herontworpen gebruikersinterface, die elementen uit eerdere Windows-versies combineert met nieuwe ontwerpelementen. Een opvallend kenmerk van Windows 11 is de vernieuwde taakbalk en het startmenu, die een meer gestroomlijnde uitstraling hebben gekregen. Naast esthetische verbeteringen heeft Microsoft ook nieuwe functies toegevoegd, zoals native ondersteuning voor Android-apps en verbeteringen op het gebied van gaming met DirectX 12 Ultimate en Auto HDR.

## Edities
| Functie                                                 | Windows 11 Home            | Windows 11 Pro             | Windows 11 Pro for Workstations | Windows 11 Enterprise      | Windows 11 Education       | Windows 11 SE |
| ------------------------------------------------------- | -------------------------- | -------------------------- | ------------------------------- | -------------------------- | -------------------------- | ------------- |
| Microsoft-account vereist                               | ✔                          | ✖                          | ✖                               | ✖                          | ✖                          | ✖             |
| S Mode                                                  | ✔                          | ✖                          | ✖                               | ✖                          | ✖                          | ✔             |
| Cloud managed only                                      | ✖                          | ✖                          | ✖                               | ✖                          | ✖                          | ✔             |
| Enkel admins kunnen apps installeren                    | ✖                          | ✖                          | ✖                               | ✖                          | ✖                          | ✔             |
| OneDrive-cloudopslag vereist                            | ✖                          | ✖                          | ✖                               | ✖                          | ✖                          | ✔             |
| Microsoft Office voorgeïnstalleerd                      | ✖                          | ✖                          | ✖                               | ✖                          | ✖                          | ✔             |
| Enkel voorgeïnstalleerd beschikbaar                     | ✖                          | ✖                          | ✖                               | ✖                          | ✖                          | ✔             |
| Draait alle Windows-apps (UWP, PWA, and Win32)          | ✔                          | ✔                          | ✔                               | ✔                          | ✔                          | ✖             |
| Microsoft Store                                         | ✔                          | ✔                          | ✔                               | ✔                          | ✔                          | ✖             |
| Geoptimaliseerd voor kleine schermen en weinig geheugen | ✖                          | ✖                          | ✖                               | ✖                          | ✖                          | ✔             |
| Remote Desktop                                          | ✖                          | ✔                          | ✔                               | ✔                          | ✔                          | Onbekend      |
| Hyper-V-virtualisatie                                   | ✖                          | ✔                          | ✔                               | ✔                          | ✔                          | Onbekend      |
| Windows Sandbox                                         | ✖                          | ✔                          | ✔                               | ✔                          | ✔                          | Onbekend      |
| Resilient File System (ReFS)                            | ✖                          | ✖                          | ✔                               | ✔                          | ✔                          | Onbekend      |
| Bitlocker Device Encryption                             | ✖                          | ✔                          | ✔                               | ✔                          | ✔                          | Onbekend      |
| Device Encryption                                       | ✔                          | ✔                          | ✔                               | ✔                          | ✔                          | Onbekend      |
| Find My Device                                          | ✔                          | ✔                          | ✔                               | ✔                          | ✔                          | Onbekend      |
| Firewall and Network Protection                         | ✔                          | ✔                          | ✔                               | ✔                          | ✔                          | Onbekend      |
| Internet Protection                                     | ✔                          | ✔                          | ✔                               | ✔                          | ✔                          | Onbekend      |
| Parental Controls and Protection                        | ✔                          | ✔                          | ✔                               | ✔                          | ✔                          | Onbekend      |
| Secure Boot                                             | ✔                          | ✔                          | ✔                               | ✔                          | ✔                          | Onbekend      |
| Windows Hello                                           | ✔                          | ✔                          | ✔                               | ✔                          | ✔                          | Onbekend      |
| Windows Information Protection (WIP)                    | ✖                          | ✔                          | ✔                               | ✔                          | ✔                          | Onbekend      |
| Windows Security                                        | ✔                          | ✔                          | ✔                               | ✔                          | ✔                          | Onbekend      |
| Assigned Access                                         | ✖                          | ✔                          | ✔                               | ✔                          | ✔                          | Onbekend      |
| Dynamic Provisioning                                    | ✖                          | ✔                          | ✔                               | ✔                          | ✔                          | Onbekend      |
| Enterprise State Roaming with Azure                     | ✖                          | ✔                          | ✔                               | ✔                          | ✔                          | Onbekend      |
| Group Policy                                            | ✖                          | ✔                          | ✔                               | ✔                          | ✔                          | Onbekend      |
| Kiosk Mode Setup                                        | ✖                          | ✔                          | ✔                               | ✔                          | ✔                          | Onbekend      |
| Microsoft Store for Business                            | ✖                          | ✔                          | ✔                               | ✔                          | ✔                          | Onbekend      |
| Mobile Device Management                                | ✖                          | ✔                          | ✔                               | ✔                          | ✔                          | Onbekend      |
| Support for Active Directory                            | ✖                          | ✔                          | ✔                               | ✔                          | ✔                          | Onbekend      |
| Support for Azure Active Directory                      | ✖                          | ✔                          | ✔                               | ✔                          | ✔                          | Onbekend      |
| Windows Update for Business                             | ✖                          | ✔                          | ✔                               | ✔                          | ✔                          | Onbekend      |
| AppLocker                                               | ✖                          | ✖                          | ✖                               | ✔                          | ✔                          | Onbekend      |
| Persistent Memory                                       | ✖                          | ✖                          | ✔                               | ✔                          | ✔                          | Onbekend      |
| SMB Direct                                              | ✖                          | ✖                          | ✔                               | ✔                          | ✔                          | Onbekend      |
| Ondersteuning                                           | 24 maanden na releasedatum | 24 maanden na releasedatum | 24 maanden na releasedatum      | 36 maanden na releasedatum | 36 maanden na releasedatum | Onbekend      |

## Ontwikkelingsgeschiedenis
Windows 10 werd uitgebracht in 2015 en fungeerde als het belangrijkste besturingssysteem voor Microsoft gedurende meerdere jaren, onderhevig aan regelmatige updates en verbeteringen.
In 2020 begonnen geruchten te circuleren over de ontwikkeling van een opvolger voor Windows 10.
Op 24 juni 2021 kondigde Microsoft officieel de ontwikkeling aan van Windows 11, het nieuwe besturingssysteem dat in de maak was.
Van juni tot oktober 2021 onderging Windows 11 een uitgebreide testfase. Tijdens deze periode kregen Windows Insiders de mogelijkheid om het systeem grondig te testen en waardevolle feedback te verstrekken, wat essentieel was voor het identificeren en oplossen van problemen.
Op 5 oktober 2021 werd Windows 11 officieel gelanceerd voor het grote publiek.
Sinds de officiële release blijft Windows 11 evolueren. Microsoft voorziet het systeem regelmatig van noodzakelijke beveiligingsupdates om de veiligheid te waarborgen. Periodiek worden ook functie-updates uitgebracht, die de prestaties en functionaliteit van het besturingssysteem verder verbeteren, zodat gebruikers altijd kunnen profiteren van de nieuwste innovaties die Windows 11 te bieden heeft.

## Nieuwe functies
De grafische gebruikersomgeving van Windows 11 heeft een nieuw uiterlijk gekregen, in lijn met Microsofts Fluent Design System. Daarbij is ook de Microsoft Store vernieuwd. De gebruikersomgeving is ontworpen met doorzichtige elementen, schaduwen en een nieuw kleurenpalet. Ook zijn er meer ronde vormen in het ontwerp aangebracht.
Nieuw is tevens dat gebruikers via de Amazon Appstore nu Android-applicaties binnen Windows kunnen installeren. Hiervoor is zowel een Microsoft- en Amazon-account nodig.
Windows 11 bevat widgets die bijvoorbeeld nieuws, sport, weerbericht en financiële informatie kunnen tonen. Microsoft Teams is een geïntegreerde toepassing geworden.
Windows 11 bevat Snap layouts, een functie ontworpen om multitasking te bevorderen. Deze functie geeft de gebruiker de optie om verschillende vensters te organiseren op het beeldscherm. Hierbij kan men bijvoorbeeld vier applicaties op één beeldscherm zetten, deze groeperen, en hiermee tegelijkertijd minimaliseren of openen. Daarnaast krijgt de gebruiker met Windows 11 de mogelijkheid om verschillende virtuele 'bureaubladen' te creëren. Hierbij kan men schakelen tussen de verschillende bureaubladen voor de verschillende gelegenheden. Denk hierbij bijvoorbeeld aan een werkgerelateerd bureaublad met daarop verschillende applicaties die men gebruikt voor het werk, en een ander bureaublad voor de vrije tijd met hierop applicaties en snelkoppelingen voor vermaak.
In sommige updates heeft Microsoft verschillende functies toegevoegd op basis van kunstmatige intelligentie (AI), zoals live ondertiteling, verwijdering van achtergrondgeluid bij videoconferenties, automatische framing van de webcam die de bewegingen van de gebruiker volgt, en AI-aangedreven Bing Chat in het zoekveld van de taakbalk. Na de integratie van GPT-4 in de andere producten van Microsoft heeft het bedrijf in de zomer van 2023 een nieuwe Windows Copilot GPT-4-integratie aan de Windows-taakbalk toegevoegd.
Daarnaast kent Windows 11 verschillende technische verbeteringen, zoals snellere opstarttijden, betere beveiliging en verbeterde optimalisatie.

## Vereisten
| Onderdeel                                | Minimum ("Hard Floor") | Aanbevolen ("Soft Floor") |
| ---------------------------------------- | --- | --- |
| Processor                                | 1 GHz of sneller met 2 of meer kernen op een compatibele 64 bits-processor of systeem op een chip (SoC) | Intel, AMD, Qualcomm |
| Geheugen (RAM)                           | 4 GB of meer | 4 GB of meer |
| Opslag                                   | 64 GB of meer | 64 GB of meer |
| Systeemfirmware                          | Geschikt voor UEFI "Secure Boot" | Geschikt voor UEFI "Secure Boot" |
| TPM                                      | Trusted Platform Module (TPM) versie 2.0 | Trusted Platform Module (TPM) versie 2.0 |
| Grafische kaart                          | Compatibel met DirectX 12 of nieuwer met WDDM 2.0-stuurprogramma | Compatibel met DirectX 12 of nieuwer met WDDM 2.0-stuurprogramma |
| Schermresolutie                          | High-definition (720p) beeldschermdiagonaal groter dan 22,8 cm, 8 bits per kleurkanaal | High-definition (720p) beeldschermdiagonaal groter dan 22,8 cm, 8 bits per kleurkanaal |
| Internetverbinding en Microsoft-accounts | Voor de Windows 11 Home-editie op reguliere installatiewijze is een internetverbinding en een Microsoft-account vereist om de installatie van het apparaat bij het eerste gebruik te voltooien. Om een apparaat in de S-modus van Windows 11 Home uit te schakelen, is ook een internetverbinding vereist. Voor alle Windows 11-edities is internettoegang vereist om updates uit te voeren en bepaalde functies te downloaden en te gebruiken. | Voor de Windows 11 Home-editie op reguliere installatiewijze is een internetverbinding en een Microsoft-account vereist om de installatie van het apparaat bij het eerste gebruik te voltooien. Om een apparaat in de S-modus van Windows 11 Home uit te schakelen, is ook een internetverbinding vereist. Voor alle Windows 11-edities is internettoegang vereist om updates uit te voeren en bepaalde functies te downloaden en te gebruiken. |

| Functies                              | Vereisten |
| ------------------------------------- | --- |
| 5G-ondersteuning                      | 5G geschikte modem |
| Auto HDR                              | HDR-monitor vereist |
| Bit Locker to Go                      | USB-station (beschikbaar in Windows Pro en latere edities) |
| Client Hyper-V                        | Processor vereist met mogelijkheden voor adresomzetting op het tweede niveau (SLAT) (beschikbaar in Windows Pro en latere edities) |
| DirectStorage                         | 1 TB of meer NVMe-SSD nodig om games op te slaan en uit te voeren die het stuurprogramma "Standard NVM Express Controller" en een DirectX 12 Ultimate-GPU gebruiken |
| DirectX 12 Ultimate                   | Beschikbaar met ondersteunde games en grafische chips |
| Presence                              | Sensor die de afstand van mensen tot het apparaat of de intentie om met het apparaat te communiceren, kan detecteren |
| Intelligente videoconferenties        | Video camera, microfoon en luidspreker (audio-uitgang) |
| Multiple Voice Assistant (MVA)        | Microfoon en luidspreker |
| Snap                                  | Indelingen met drie kolommen is een scherm vereist met een breedte van 1920 effectieve pixels of meer |
| Dempen/dempen opheffen vanaf taakbalk | Videocamera, microfoon en luidspreker (audio-uitgang). De app moet compatibel zijn met de functie om globaal dempen/dempen opheffen in te schakelen. |
| Ruimtelijk geluid ("3D Audio")        | Ondersteunende hardware en software |
| Teams                                 | Videocamera, microfoon en luidspreker (audio-uitgang) |
| Aanraking                             | Scherm of monitor die multi-touch ondersteunt |
| Multifactorauthenticatie              | Gebruik van een pincode, biometrische sensor (vingerafdruklezer of infraroodcamera) of een telefoon met wifi of bluetooth |
| Dicteerfunctie                        | Microfoon |
| Stemactivering                        | Moderne stand-bymodel en microfoon |
| Wi-Fi 6E                              | Nieuwe WLAN IHV-hardware en -stuurprogramma en een voor wifi 6E geschikte AP/router |
| Windows Hello                         | Camera die is geconfigureerd voor infrarood (IR)-replicatie of een vingerafdruklezer voor biometrische authenticatie. Apparaten zonder biometrische sensoren kunnen Windows Hello gebruiken met een pincode of draagbare beveiligingssleutel die compatibel is met Microsoft |
| Windows Projectie                     | Beeldschermadapter met ondersteuning voor Windows Display Driver Model (WDDM) 2.0 en een wifi-adapter met ondersteuning voor Wi-Fi Direct |
| Xbox-app                              | Xbox Live-account, die niet in elke regio beschikbaar is |

## Updates en ondersteuning
Windows 11 volgt het Modern Lifecycle-beleid van Microsoft, vergelijkbaar met Windows 10. De ondersteuningscyclus varieert per editie, met twee jaar voor Home en Pro, en drie jaar voor Education en Enterprise. Microsoft biedt geen levensduurgarantie als Windows 11 is geïnstalleerd op hardware die niet aan de minimale eisen voldoet.
Jaarlijks ontvangt Windows 11 grote updates, met mogelijk extra functies in tussentijdse releases. Sinds 2022 worden in de Enterprise- en Education-edities nieuwe functies standaard uitgeschakeld tot de volgende jaarlijkse release. Gebruikers hebben echter de mogelijkheid om deze functies handmatig in te schakelen via groepsbeleid.

## Beveiliging en privacy
Windows 11 introduceert verschillende functies gericht op beveiliging en privacy van gebruikers. Deze maatregelen zijn ontworpen om de gebruikerservaring te verbeteren en persoonlijke gegevens te beschermen. Enkele belangrijke aspecten van beveiliging en privacy in Windows 11 zijn:

### Windows Defender en beveiligingsfuncties
Windows 11 bevat Windows Defender, een ingebouwd antivirusprogramma dat helpt bij het beschermen van het systeem tegen malware en andere bedreigingen. Daarnaast zijn er beveiligingsfuncties zoals SmartScreen-filtering en firewall-instellingen om ongeautoriseerde toegang tot het systeem te voorkomen.

### Windows Hello en biometrische beveiliging
Windows Hello biedt gebruikers geavanceerde biometrische authenticatiemethoden, zoals gezichtsherkenning en vingerafdrukscans. Deze functie versterkt de beveiliging door het gebruik van unieke fysieke kenmerken van de gebruiker voor toegangscontrole tot het systeem.

### Privacy-instellingen en gegevensbescherming
Windows 11 geeft gebruikers controle over hun privacy-instellingen. Gebruikers kunnen specifieke toestemmingen beheren voor toegang tot persoonlijke gegevens, zoals locatie, camera en microfoon, voor geïnstalleerde apps. Bovendien biedt het besturingssysteem uitgebreide opties om de verzameling en het gebruik van diagnostische gegevens te beheren.

### Automatische updates en beveiligingspatches
Windows 11 wordt regelmatig bijgewerkt met automatische updates en beveiligingspatches. Deze updates bevatten bugfixes, beveiligingsverbeteringen en patches voor bekende kwetsbaarheden. Dit draagt bij aan het handhaven van de algehele beveiliging van het systeem.

### Encryptie en gegevensbescherming in de cloud
Windows 11 ondersteunt encryptie voor zowel lokale bestanden als gegevens die worden opgeslagen in de cloud via services zoals OneDrive. Hierdoor worden gegevens beschermd tegen ongeautoriseerde toegang, zelfs als ze worden verzonden of opgeslagen buiten het fysieke apparaat.

## Opties
Microsoft maakt sinds 2019 het Windows Subsystem for Linux (WSL) beschikbaar via de PowerShell dat het mogelijk maakt om een native Linuxdistributie naar keuze te draaien, met inbegrip van het X Window System, zonder verdere emulatoren te hoeven installeren. De enige vereiste is een 64 bit-processor met virtualisatie in de BIOS en up-to-date videodrivers voor de grafische kaart.